# اسمیت‌ویل، فلتس، نیویورک
اسمیت‌ویل (به انگلیسی: Smithville Flats) یک منطقهٔ مسکونی در ایالات متحده آمریکا است که در شهرستان چینانگو، نیویورک واقع شده‌است. اسمیت‌ویل ۳۵۱ نفر جمعیت دارد و ۳۱۲٫۱۲ متر بالاتر از سطح دریا واقع شده‌است.